# ALL JAPAN SUPER KIDS DANCE CONTEST

## 概要
ALL JAPAN SUPER KIDS DANCE CONTEST（オールジャパン・スーパーキッズ・ダンスコンテスト）は、2006年にスタートした日本初のキッズダンス全国大会であり、現在では日本最大規模を誇るキッズダンスコンテストです。
本大会は、株式会社バッシライン（BASHLINE Inc.）が共催・運営を務め、全国各地で開催される予選やチャレンジカップを勝ち抜いたファイナリストたちが、最高峰の決勝ステージで“真の日本一”を競い合います。
現在は、ダンス専門チャンネル「ダンスチャンネル」が冠となり、正式名称を「ダンスチャンネル ALL JAPAN SUPER KIDS DANCE CONTEST」に改称。
その名のとおり、キッズダンス界の“甲子園”として、年間数千組がエントリーし、夢と感動に満ちたハイレベルな戦いが全国で繰り広げられています。
また本コンテストは、キッズダンス文化の社会的認知の拡大と、ダンサーとしてのマナーや人間性の向上を理念に掲げており、次世代のダンサー育成にも貢献しています。
創設者は、沖縄出身のダンスチーム「琉球の風なの」のぱお氏。
「すべての子どもたちに“踊る場所”を」という理念のもと、今もなお全国に熱いムーブメントを広げ続けています。

株式会社バッシライン（BASHLINE Inc.）が主催をする主な姉妹イベントに以下が挙げられる。
ALL JAPAN CHALLENGE CUP
THE ROOKIES
STRAT UP KIDS DANCE CONTEST

## 歴代チャンピオン
第1回
小学生部門　サウンドエナジー（大阪）
中学生部門　COOL MINT（兵庫）
第2回
小学生部門　SPIRAL MINT（兵庫）
中学生部門　LITTLE WING（新潟）
第3回
小学生部門　GLARE（大阪）
中学生部門　子’OAM（大阪）
第4回
小学生部門　Central Strikers（愛知）
中学生部門　LUCIFER（埼玉/東京）
第5回
小学生部門　SPIRAL MINT（兵庫）
中学生部門　MINI HAT（千葉）
第6回
小学生部門　Little☆Legend（岐阜）
中学生部門　九州男児新鮮組（福岡）
第7回
小学生部門　PRODUCT（東京）
中学生部門　九州男児新鮮組（福岡）
第8回
小学生部門　Cats’n  Rats（滋賀）
中学生部門　九州男児新鮮組（福岡）
第9回
小学生部門　SUPER DUPER（HIPHOP/東京）
中学生部門　FORCE ELEMENTS（POP/福島）
第10回
小学生部門　Lil’K（HIPHOP/大阪）
中学生部門　Legend☆TAKAAKIナンバー（LOCK/岐阜）
高校生部門　SUPER FRESH☆チキチータ（LOCK/大阪）
オーディエンス投票　Remover（HIPHOP/千葉）
第11回
小学生部門　プリンセス（FREE/福島）
中学生部門　九州男児新鮮組（BREAKIN/福岡）
第12回
小学生部門　eyesblack（HIPHOP/東京）
中学生部門　Nifty（FREESTYLE JAZZ/大阪）
第13回
小学生部門　toremolo（HOUSE/神奈川）
中学生部門　Nifty（FREESTYLE JAZZ/大阪）
第14回
小学生部門　RIZING FIST（FREESTYLE/沖縄）
中学生部門　Little♡H（JAZZ HIPHOP/神奈川）
ソロ部門　PADOME（JAZZ/茨城）
第15回
小学3年生以下部門　JURASSIC TRIBE（BREAKIN/石川）
小学生部門　Ansheruti（JAZZ/茨城）
中学生部門　FeiZ（HOUSE/茨城、神奈川）
オンラインソロ部門　COCO（FREE STYLE/群馬）
オンライン小学生部門　0☆2（FREE STYLE/宮城）
オンライン中学生部門　for standard（POP/山口）
第16回
小学3年生以下部門 SPORT（HIPHOP/東京）
小学生部門　Naked Mojo（LOCK/神奈川）
中学生ソロ部門　陽和（SOUL&WAACKING/山形）
小学生ソロ部門　coiro（JAZZ/東京）
中学生部門　toremolo（HOUSE/神奈川）
小学生オンライン部門　Yi（HIPHOP/茨城）
中学生オンライン部門　RAQURO（HOUSE/大阪）
ソロオンライン部門　仁胡（JAZZ/広島）
第17回
幼児ソロ部門　ななか（FREESTYLEJAZZ/東京）
小学3年生以下部門  ロッキンボーヤ（LOCKINC/静岡）
小学3年生以下ソロ部門　帆夏（HIPHOP/千葉）
小学生部門　SISTERHOOD（FREESTYLE/大阪）
小学生ソロ部門　KO8NE（JAZZ/東京）
中学生ソロ部門　coiro（JAZZ/東京）
中学生部門　toremolo（HOUSE/神奈川）
第18回
小学生部門 SISTERHOOD（FREE STYLE/大阪）
小学生ソロ部門 IRO（ABSTRACT HIP HOP/大阪）
小学3年生以下部門 WICKED（HIPHOP/東京）
小学3年生以下ソロ部門 杏（FREE STYLE JAZZ/東京）
中学生部門 Howrai（HIPHOP/埼玉）
中学生ソロ部門 coiro（JAZZ/東京）
幼児ソロ部門 yuushi-eagle（LOCKING/神奈川）
第19回
小学生部門 yohaisen（東京）
小学生ソロ部門 いとひ（東京）
小学3年生以下部門 4 GUNZ（東京）
小学3年生以下ソロ部門 華夏（埼玉）
中学生部門 九州男児ジェネレーションズ（久留米）
中学生ソロ部門 coiro（東京）
幼児ソロ部門 紗來（東京）

## 開催日と場所
| 開催回 | タイトル                                                | 日程                                | 会場                           |
| ------ | ------------------------------------------------------- | ----------------------------------- | ------------------------------ |
| 1      | ALL JAPAN SUPER KIDS DANCE CONTEST 2006                 | 2006年11月5日(日)                   | アスナル金山(愛知)             |
| 2      | ALL JAPAN SUPER KIDS DANCE CONTEST 2007                 | 2007年                              | 日本青年館ホール(東京)         |
| 3      | ALL JAPAN SUPER KIDS DANCE CONTEST 2008                 | 2009年1月31日(土)                   | 日本青年館ホール(東京)         |
| 4      | ALL JAPAN SUPER KIDS DANCE CONTEST 2009                 | 2010年1月9日(土)                    | 板橋区立文化会館大ホール(東京) |
| 5      | ALL JAPAN SUPER KIDS DANCE CONTEST 2010                 | 2011年1月8日(土)                    | ステラボール(東京)             |
| 6      | ALL JAPAN SUPER KIDS DANCE CONTEST 2011                 | 2012年1月8日(日)                    | ステラボール(東京)             |
| 7      | ALL JAPAN SUPER KIDS DANCE CONTEST 2012                 | 2013年1月12日(土)                   | ステラボール(東京)             |
| 8      | ALL JAPAN SUPER KIDS DANCE CONTEST 2013                 | 2014年1月11日(土)                   | TOKYO DOME CITY HALL(東京)     |
| 9      | ALL JAPAN SUPER KIDS DANCE CONTEST 2014                 | 2015年1月18日(日)                   | 舞浜アンフィシアター(千葉)     |
| 10     | ダンスチャンネルALL JAPAN SUPER KIDS DANCE CONTEST 2015 | 2016年1月23日(土)                   | 舞浜アンフィシアター(千葉)     |
| 11     | ダンスチャンネルALL JAPAN SUPER KIDS DANCE CONTEST 2016 | 2017年1月21日(土)                   | 舞浜アンフィシアター(千葉)     |
| 12     | ダンスチャンネルALL JAPAN SUPER KIDS DANCE CONTEST 2017 | 2018年1月20日(土)                   | 舞浜アンフィシアター(千葉)     |
| 13     | ダンスチャンネルALL JAPAN SUPER KIDS DANCE CONTEST 2018 | 2019年1月19日(土)                   | 舞浜アンフィシアター(千葉)     |
| 14     | ダンスチャンネルALL JAPAN SUPER KIDS DANCE CONTEST 2019 | 2020年1月18日(土)                   | 舞浜アンフィシアター(千葉)     |
| 15     | ダンスチャンネルALL JAPAN SUPER KIDS DANCE CONTEST 2020 | 2021年1月16日(土)                   | 舞浜アンフィシアター(千葉)     |
| 16     | ダンスチャンネルALL JAPAN SUPER KIDS DANCE CONTEST 2021 | 2022年1月15日DAY1 2022年1月16日DAY2 | 舞浜アンフィシアター(千葉)     |
| 17     | ダンスチャンネルALL JAPAN SUPER KIDS DANCE CONTEST 2022 | 2023年3月11日DAY1 2023年3月12日DAY2 | パルテノン多摩大ホール(東京)   |
| 18     | ダンスチャンネルALL JAPAN SUPER KIDS DANCE CONTEST 2023 | 2024年3月16日DAY1 2024年3月17日DAY2 | カルッツかわさき(神奈川)       |
| 19     | ダンスチャンネルALL JAPAN SUPER KIDS DANCE CONTEST 2024 | 2025年3月15日DAY1 2025年3月16日DAY2 | カルッツかわさき(神奈川)       |